# Wadim Zagładin
Wadim Walentinowicz Zagładin (ros. Вади́м Валенти́нович Загла́дин, ur. 23 czerwca 1927 w Moskwie, zm. 17 listopada 2006 tamże) – rosyjski politolog, radziecki polityk.

## Życiorys
1949 ukończył Moskiewski Państwowy Instytut Stosunków Międzynarodowych, 1949-1957 pracował jako wykładowca, od 1955 członek KPZR. Doktor nauk filozoficznych, kandydat nauk historycznych, profesor, 1957-1964 pracował w dziennikarstwie, a od 1964 w aparacie KC KPZR, 1967-1975 zastępca kierownika Wydziału Międzynarodowego KC KPZR, 1971-1976 członek Centralnej Komisji Rewizyjnej KPZR. Od 1976 zastępca członka, a 1981-1990 członek KC KPZR, 1975-1988 I zastępca kierownika Wydziału Międzynarodowego KC KPZR, 1988-1989 doradca przewodniczącego Prezydium Rady Najwyższej ZSRR. 1989-1990 doradca przewodniczącego Rady Najwyższej ZSRR, 1990-1991 doradca prezydenta ZSRR Michaiła Gorbaczowa i przewodniczący Radzieckiego Komitetu ds. Europejskiego Bezpieczeństwa i Współpracy. Deputowany do Rady Najwyższej ZSRR 10 i 11 kadencji. Odznaczony Orderem Lenina.
Pochowany na Cmentarzu Wwiedieńskim w Moskwie.